# Весна (молодёжное движение)
Молодёжное демократическое движение «Весна» — федеральное молодёжное политическое движение, основанное учредительным собранием 3 февраля 2013 года на территории Санкт-Петербурга в результате объединения Санкт-Петербургского «Молодёжного Яблока», «Обороны» и «Солидарности».

## История

### Основание движения
Движение зародилось в начале 2013 года, когда ряд членов Санкт-Петербургского отделения молодёжного Яблока, после того, как те были изгнаны из партии, при поддержке депутата Максима Резника сформировал новое демократическое движение, объединившись с другими молодёжными либеральными силами — ОДД «Солидарность» (а точнее её региональное молодёжное отделение) и РМД «Оборона». Как было утверждено на учредительном собрании, движение официально не будет иметь единого лидера — вместо него руководящие и программные функции будет осуществлять Федеральной координационный совет, состоящий из пяти человек. Сразу после создания движения та получила критику от представителей РОДП «Яблоко» за «лингвистическую глухоту организаторов». Изначально движение называлось «Молодые демократы». Под этим названием они провели несколько акций, в том числе против «закона Димы Яковлева» и уничтожения детской больницы, а потом переименовались в «Весну».

### Кризис в движении
20 сентября 2017 года петербургская «Весна» исключила из своих рядов бывших координаторов движения Николая Артёменко и Антона Горбацевича за нарушение устава. Бывшим активистам поставили в вину воровство изначальной страницы движения в Facebook'е и электронной почты. В свою очередь, Николай Артёменко и Антон Горбацевич утверждают, что аккаунты движения в Твиттере, ВКонтакте и Инстаграме были захвачены группой активистов во главе с одним из координаторов Богданом Литвиным. Открытое письмо о конфликте внутри петербургского отделения «Весны» было опубликовано на сайте движения и подписано рядом членов организации.
По мнению портала «ЗакС.Ру», движение «Весна» после конфликта разделилось на две части. Одну контролирует Николай Артёменко и Антон Горбацевич. Лидерами второй половины являются Богдан Литвин и Мария Лакертиан. В интервью «ЗакС.Ру» Артёменко заявил о несостоятельности обвинений в краже аккаунтов: «Когда случился конфликт, мы ушли и забрали своё и делаем своё. Мы забрали Facebook, а они забрали группу „ВКонтакте“. Тут слово против слова».
В ночь на 12 июня 2018 года стало известно, что организация Николая Артёменко и Антона Горбацевича решила сменить название на движение «Время». В «Весне» их решение поддержали. 29 июля 2018 года активисты из различных регионов России, поддерживавшие Николая Артёменко, на конференции в Санкт-Петербурге официально утвердили название и документы нового движения «Время».

### Деятельность
В 2013 году петербургская «Весна» занималась проведением общественной кампании по развитию ночного общественного транспорта в городе, получившей название «Метро-24». В марте того же года активисты движения вышли на Дворцовую площадь с транспарантом «Судари, провалитесь вы со своей регистрацией» в поддержку московских активистов, выступивших против «закона о прописке». В декабре 2013 года движение «Весна» провело акцию, посвященную Олимпиаде в Сочи. Участник движения Александр Гудимов провёл эстафету с самодельным факелом — конструкцией из пилы и подручных материалов.
В феврале 2014 года активисты «Весны» вышли к консульству Украины в Санкт-Петербурге и памятнику Шевченко, чтобы выразить поддержку «братскому народу». Участники пикетов держали плакат «Янукович, опомнись! Твои руки в крови!».
5 апреля 2015 года подала заявку на членство в Международной федерации либеральной молодёжи, а 17 апреля 2016 года на следующем ежегодном заседании, получила статус полноценного членства. В том же году «Весна», достигнув известности в Санкт-Петербурге, двинулась в регионы. В итоге, к 2018 году у движения было уже 10-12 активных региональных отделений, среди которых есть городские отделения Оренбурга, Челябинска, Уфы, Чебоксар и Южно-Сахалинска.
В июне 2015 года активисты движения установили на Марсовом поле рядом с захоронениями жертв революций и гражданской войны новое «надгробие», надпись на котором гласит: «Неизвестный солдат погиб на Донбассе в „мирное“ время. Своих не бросаем, а эти не свои и были. В.Путин».
В 2017 году движение поддержало акции протеста против коррупции премьер-министра и экс-президента России Дмитрия Медведева, прошедшие после выхода фильма «Он вам не Димон». Также активисты движения участвовали в кампании за допуск Алексея Навального на президентские выборы 2018 года, а после его недопуска — участвовали в «Забастовке избирателей». За протестными акциям последовало давление на движение в виде арестов её членов. Некоторым из них пришлось покинуть страну. Также в 2017 году движение организовывало летний демократический лагерь «Территория Свободы» и акцию в поддержку Руслана Соколовского, в которой юноши в костюмах священника и сотрудника ФСБ пытались поймать покемона Пикачу с помощью розовых сачков для ловли бабочек.
В марте 2019 года полицейские задержали сотрудника штаба Алексея Навального и активиста движения «Весна» Михаила Борисова. На него составили протокол по части 3 статьи 20.2 КоАП. По словам полицейских, протокол на Борисова составили за акцию у правительства Санкт-Петербурга, но за какую именно, не уточнили. Накануне рядом со зданием Смольного института был поставлен унитаз с вилкой и плакатом «Ваше место у параши». На нём также было написано «Беглов, чисти» и «Этот фонтан для тебя».
30 марта 2021 года в Санкт-Петербурге полицейские задержали четверых участников движения «Весна», которые в балаклавах и с факелами несли флаги с логотипом Роскомнадзора в знак протеста против замедления Твиттера. Они несколько минут пронесли флаги по проспекту Шаумяна, после чего на них выскочило около 30 полицейских. В том же году, в петербургском отделении «Весны» было основано издание «Скат media».
В 2022 году на фоне вторжения России на Украину движение стало одним из организаторов антивоенных протестов в России. Движение координировало протестные акции 27 февраля (около 2800 задеражнных по России), 13 марта (более 800 задержанных по России) и 2 апреля (более 200 задержанных по России). 3 мая того же года «Весна» анонсировала акцию «Они воевали не за это», сопряжённую с шествием «Бессмертного полка». Движение предложило выходить 9 мая с портретами своих ветеранов, антивоенными лозунгами, фото погибших украинцев и разрушенных городов. В ответ, по сообщению «Весны», организаторам «Бессмертного полка» в регионах начали рассылать инструкцию по противодействию превращения шествия в политическую акцию против вторжения России на Украину , также Весна собирает фотографии антивоенного протеста: граффити, рисунки, кукольные и иные инсталляции через специальный бот в сети Телеграм . Выкладывая их на канал «Видимый протест». Последний пост датировался 18 января 2024.
После объявления в России мобилизации, 21 сентября 2022 года «Весна» анонсировала протесты в крупных российских городах.

### Дело «Весны»
В мае 2022 года против участников движения «Весна» возбудили уголовное дело по статье о создании НКО, посягающей на личность и права граждан (ст. 239 УК). 8 мая у активистов «Весны» в Санкт-Петербурге Евгения Затеева, Валентина Хорошенина и бывшего участника движения в Великом Новгороде Романа Максимова прошли обыски, после чего они были задержаны и привезены на допрос в Москву. Также обыски проходили у родителей покинувшего страну координатора «Весны» Богдана Литвина, активистки Полины Барабаш, бывших участников движения в Санкт-Петербурге Алексея Безрукова и Артёма Уйманена. Уйманен и Барабаш вскоре стали подозреваемыми по другому делу, о ложном минировании, и были отпущены с обязательством о явке к следователю. Безруков и Уйманен уехали из России после обыска. В Москве обыски прошли у общественного защитника Тимофея Васькина, сотрудницы «Скат media» Ангелины Рощупко и бывшего сотрудника ФБК Ивана Дроботова. Всех троих задержали после обыска в качестве подозреваемых по делу «Весны», в которой они никогда не состояли. Также в столице прошли обыски у редактора «Скат media» Дарьи Пак. К тому моменту Пак уже покинула страну. Её фамилию большинство участников движения «Весна» никогда не слышали. Как выяснилось позднее, в рамках расследования дела по статье о создании НКО, посягающей на личность и права граждан (часть 3 статьи 239 УК), обыски прошли по меньшей мере у 13 человек.
Утром 9 мая в Басманный суд были доставлены Затеев, Хорошенин и Максимов. Там им должны были избрать меру пресечения. У суда собралась группа поддержки, которую не допустили на открытое судебное заседание, по причине того, что в праздничный день суд не работал. Фигурантам дела, доставленным в зал заседаний, продлили срок содержания в ИВС ещё на 72 часа. Адвокат Рощупко Михаил Бирюков отправился в суд вместе с коллегами по делу, но был задержан на полпути: полицейские сказали, что адвокат в базе розыска и должен проследовать в ОВД «Дорогомилово». В итоге меру пресечения, идентичную для всех фигурантов, избирали два дня подряд. 10 мая запрет определенных действий назначили Тимофею Васькину, Ивану Дроботову и Ангелине Рощупко. 11 мая аналогичные ограничения назначили Роману Максимову, Евгению Затееву и Валентину Хорошенину. По делу «Весны» Басманный суд избрал более мягкую меру, чем ранее запрашивал следователь: фигурантам нельзя пользоваться интернетом, общаться с фигурантами дела и участниками движения «Весна», а также выходить из дома с 20:00 до 8:00. Фигуранты дела обвиняются в том, что, «будучи несогласными с политическими решениями руководства страны, в том числе с решением о проведении специальной военной операции, осуществляли руководство некоммерческой организацией, деятельность которой сопряжена с побуждением граждан к совершению противоправных действий».
В мае сторонники «Весны» создали петицию в поддержку фигурантов дела, на момент начала июня 2022 года её подписало около 6,5 тыс. человек. В том же месяце Комитет защиты журналистов признал фигурантов уголовного дела «Весны», работающих в издании «Скат media», преследуемыми работниками СМИ.

### Признание экстремистами и «иностранными агентами»
11 октября 2022 года в базе Росфинмониторинга появилась информация о включении молодежного движения «Весна» в перечень организаций, в отношении которых имеются сведения о причастности к экстремистской деятельности или терроризму. Спустя три дня, 14 октября 2022 года Минюст РФ внёс движение в реестр незарегистрированных объединений — «иностранных агентов».
6 июня 2023 года у Валентина Хорошенина, Евгения Затеева и Василия Неустроева в Санкт-Петербурге прошли обыски. Позднее их увезли на допрос в Москву. Против Евгения Затеева, Валентина Хорошенина, члена петербургской ТИК Василия Неустроева и активиста из Твери Яна Ксенжепольского возбудили уголовное дело по нескольким статьям.
В конце июня 2023 года МВД России объявило в розыск не менее десяти активистов, связанных с движением «Весна». В их числе: Александр Кашеваров, Андрей Лозицкий, Лев Гяммер, Анна Назарова, Мария Лахина, Тимофей Мартыненко, Михаил Тух, Макар Дьяконов, Кира Пушкарева, Глеб Кондратьев.

## Реакция
В феврале 2013 года, когда было объявлено о создании движения, с критикой в его адрес выступил депутат Законодательного Собрания Санкт-Петербурга от партии «Яблоко» Александр Кобринский. Депутат обвинил участников движения в "лингвистической глухоте", поскольку их будут называть «вешняками», а значения этого слова связаны с «мельницей, действующей только во время весеннего разлива вод», и с «трупами утопленников, всплывавших к весне».
Наиболее значимое освещение в СМИ получала за счёт организаций и проведения акций протеста на территории РФ. По словам Богдана Литвина, одного из координаторов движения, одиночным пикетам, баннерам и митингам в движении всегда предпочитали «театр». Он рассказывает, что его «политические учителя» в «Яблоке» говорили ему: «Пикет увидит 10 человек, а если об акции напишут, то 10 000 человек».